# Spellemannprisen 2012
Der Spellemannpris 2012 war die 41. Ausgabe des norwegischen Musikpreises Spellemannprisen. Die Nominierungen berücksichtigten Veröffentlichungen des Musikjahres 2012. Die Verleihung der Preise fand am 23. März 2013 statt. In der Kategorie „Årets Spellemann“ wurde Kaizers Orchestra ausgezeichnet, den Ehrenpreis („Hedersprisen“) erhielt Karin Krog.

## Verleihung
Die Verleihung fand am 23. März 2013 im Konzerthaus Stavanger statt und wurde im NRK1 übertragen. Moderatorin war Anne Lindmo. Erstmals wurde die Aufteilung in weibliche und männliche Künstlerkategorien vollständig aufgelöst. Zuvor hatte es von einigen Seiten Kritik an den geschlechtsspezifischen Kategorien gegeben. In der Kategorie Hip-Hop im Gegensatz zu den Vorjahren wurde kein Preis verliehen, da nach Angaben der Veranstalter zu wenige Werke als potenziell zu nominierende Werke angemeldet wurden. Es wurden zwölf Meldungen pro Kategorie gefordert.

## Gewinner
| Kategorie                                                            | Gewinner                         | Werk                                                         |
| -------------------------------------------------------------------- | -------------------------------- | ------------------------------------------------------------ |
| Barneplate                                                           | Christine Sandtorv               | Stjerneteller - Gullamanter                                  |
| Blues                                                                | Billy T Band                     | Mo-Billy-T                                                   |
| Country                                                              | Ida Jenshus                      | Someone To Love                                              |
| Danseband                                                            | Pegasus                          | Forandringer                                                 |
| Elektronisk musikk                                                   | Lindstrøm                        | Smalhans                                                     |
| Folkemusikk/Tradisjonsmusikk (Volksmusik/Traditionsmusik)            | Ottar Kåsa                       | Ottar Kåsa                                                   |
| Jazz                                                                 | Sidsel Endresen, Stian Westerhus | Didymoi Dreams                                               |
| Klassisk (Klassisch)                                                 | Leif Ove Andsnes                 | The Beethoven Journey: Piano Concertos Nos. 1&3              |
| Komponist                                                            | Eivind Buene                     | CIKADA: Eivind Buene: possible cities / essential landscapes |
| Metal                                                                | Nekromantheon                    | Rise, Vulcan Spectre                                         |
| Pop                                                                  | Karpe Diem                       | Kors på halsen, ti kniver i hjertet og mor og far i døden    |
| Rock                                                                 | Tommy Tokyo                      | And the horse came riderless                                 |
| Samtid (Gegenwart)                                                   | Asamisimasa                      | Pretty Sound                                                 |
| Tekstforfatter (Textautor)                                           | Frank Tønnesen                   | Sån av salve                                                 |
| Vise                                                                 | Tønes                            | Sån av salve                                                 |
| Åpen Klasse (Offene Klasse)                                          | Farmers Market                   | Slav To The Rhythm                                           |
| Årets Hederspris (Ehrenpreis des Jahres)                             | Karin Krog                       | –                                                            |
| Årets Hit                                                            | Sirkus Eliassen                  | Æ vil bare dans                                              |
| Årets Musikkvideo (Musikvideo des Jahres)                            | Eivind Tolås                     | Kaizers Orchestra: Begravelsespolka                          |
| Årets Nykommer & Gramostipend (Newcomer des Jahres und Gramostipend) | LidoLido                         | Pretty Girls & Grey Sweaters                                 |
| Årets Spellemann (Spellemann des Jahres)                             | Kaizers Orchestra                | –                                                            |

## Nominierte
Die Nominierungen wurden am 12. Februar 2013 verkündet. Die meisten Nominierungen erhielt das Duo Karpe Diem.
Barneplate
- Christine Sandtorv: Stjerneteller - Gullamanter
- verschiedene Künstler: Vi har den ære - En hyllest til Thorbjørn Egner
- Rasmus & Verdens Beste Band: Gul Snø

Blues
- Amund Maarud: Dirt
- Billy T Band: Mo-Billy-T
- Vidar Busk & His Bubble of Trouble: Troublecaster

Country
- Hellbillies: Tretten
- Ida Jenshus: Someone To Love
- Paal Flaata: wait by the fire

Danseband
- Pegasus: Forandringer
- PK & Dansefolket: Slik ho er
- Vagabond: 2

Elektronisk musikk
- Lindstrøm: Six Cups of Rebel
- Lindstrøm: Smalhans
- Mungolian Jetset: Mungodelics

Folkemusikk/Tradisjonsmusikk
- Annbjørg Lien: Khoom Loy
- Niko Valkeapää: Gusto
- Ottar Kåsa: Ottar Kåsa

Jazz
- Elephant9: Atlantis
- Moskus: Salmesykkel
- Neneh Cherry & The Thing: The Cherry Thing
- Sidsel Endresen, Stian Westerhus: Didymoi Dreams
- Zanussi Thirteen: Live

Klassisk
- Kåre Nordstoga: Bach: Concertos and chorale preludes
- Leif Ove Andsnes: The Beethoven Journey: Piano Concertos Nos. 1&3
- Ralph Van Raat, Håkon Austbø: Messiaen: Visions de l'amen / debussy: en blanc et noir
- Vilde Frang: Nielsen, Tchaikovsky - violin concertos

Komponist
- Eivind Buene: CIKADA: Eivind Buene: possible cities / essential landscapes
- Lasse Thoresen: Nordic Voices / Berit Opheim Versto: Himmelkvad
- Stian Carstensen: Farmers Market : Slav to the rhythm
- Ståle Kleiberg: Trondheim Symfoniorkester: Ståle Kleiberg: David and Bathsheba
- Ørjan Matre: Rolf Borch: Inside out

Metal
- El Caco: Hatred, Love and Diagrams
- Enslaved: RIITIIR
- Nekromantheon: Rise, Vulcan Spectre

Pop
- Hanne Kolstø: FlashBlack
- I was a king: You love it here
- Karpe Diem: Kors på halsen, ti kniver i hjertet og mor og far i døden
- LidoLido: Pretty girls and grey sweaters
- Susanne Sundfør: The silicone veil

Rock
- Death by Unga Bunga: The kids are up to no good
- Last Heat: Last Heat
- Motorpsycho, Ståle Storløkken: The death defying unicorn
- Tommy Tokyo: And the horse came riderless

Samtid
- Asamisimasa: Pretty Sound
- Frode Haltli: Arne Nordheim Complete Accordion Works
- Rolf Borch: Inside Out

Tekstforfatter
- Ellen Sofie Hovland: Vær her for meg
- Frank Tønnesen: Sån av salve
- Fredrik William Olsen: Hver gang æ græv
- John Olav Nilsen & Gjengen: Den eneste veien ut
- Magdi Omar Ytreeide Abdelmaguid, Chirag Rashmikant Patel: Kors på halsen, ti kniver i hjertet og mor og far i døden

Vise
- Henning Kvitnes: Ingen tid å miste
- Kari Bremnes: Og så kom resten av livet
- Odd Børretzen, Lars Martin Myhre: Noen ganger er det over
- Tønes: Sån av salve

Åpen Klasse
- Daniel Herskedal, Marius Neset: Neck of the woods
- Farmers Market: Slav To The Rhythm
- Mari Kvien Brunvoll: Mari Kvien Brunvoll

Årets Hit
- Admiral P: Kallenavn
- Donkeyboy: City boy
- Sirkus Eliassen: Æ vil bare dans
- Vamp: Liten fuggel
- Vinni: Sommerfuggel i Vinterland

Årets Musikkvideo
- André Chocron: Mikhael Paskalev: I Spy
- Eivind Tolås: Kaizers Orchestra: Begravelsespolka
- Frederic Esnault: Madcon feat. Kaveh: Snu deg rundt
- Kavar Singh: Karpe Diem: Toyota'n til Magdi
- Luke Gilford: Susanne Sundfør: The Silicone Veil

Årets Nykommer & Gramostipend
- Frida Amundsen: September Blue
- Gabrielle: Mildt sagt
- Highasakite: All That Floats Will Rain
- LidoLido: Pretty Girls & Grey Sweaters
- Moskus: Salmesykkel